# 朱豪㙷
长阳昭和王朱豪㙷（1430年—1510年），明朝废辽王朱贵烚嫡长子，母王妃曹氏。

## 生平

### 早年
朱贵烚与嬖婢游氏生子（后来的朱豪坨），想让游氏主家事，将王妃曹氏的服饰全夺取了给游氏，又将曹妃和朱豪㙷（此时尚无赐名，被称为“朱贵烚长子”）母子囚禁在其他房间，朱豪㙷好几次几乎丧命。
朱贵烚被废后全家看守父亲辽简王朱植墓园，由四弟朱贵𤊐袭封辽王，即辽肃王。正统十一年（1446年）九月，朱豪㙷擅离祖坟想进京，辽王府和防守荆州卫官上报。明英宗命湖廣三司及巡按御史调查，回奏朱貴烚自称子女成年、居所狹隘、贫穷無以度日，長子才想入京陈诉请求恩典和進學，别無他故。英宗写信给遼肃王，敕令荊州府衛，令审查朱貴烚子女成年者，由王府主婚，与诚实的軍民之家通婚，在荊州城內给宅第，仍令王府官卒对朱貴烚子女防守如前，避免他们结交无赖，再犯罪过。
正统十三年（1448年）四月，朱豪㙷与弟弟朱豪坨同时获赐名。
辽肃王奏称朱豪㙷故意违背礼法，在荆州卫命人护送其入京。朱豪㙷也奏称辽肃王屡次迫害自己母子，并与曹氏奏称辽肃王将朝廷原拨与使用的军旗尽数夺去在辽王府务工，自己屢次求取反被非禮凌虐。景泰三年（1452年）八月，明代宗下敕书命令朱豪㙷痛改前过，敬顺尊长；也敕令辽肃王：虽然朱贵烚获罪被废，但子孙仍是宗室，需要怜悯，此次姑且不追究，望辽肃王改正，否则按祖宗之法惩治。
景泰四年（1453年）五月，朱豪㙷的五叔庶人朱貴煊妻李氏奏称自己祿米一千石，其中只有三百石是本色，不够使用，请求按朱豪㙷例提供五百石本色，获准。景泰五年（1454年）五月，给朱豪㙷弟妹歲祿八百石。景泰七年（1456年）九月，朱豪㙷奏弟妹四人都成年了却贫穷不能婚配，诏准按三叔庶人朱贵燮子女例，每人赐彩段四表里、首饰、银二十两、猪羊各四以助成婚。
明英宗复位后，天顺元年（1457年）四月特封朱豪㙷为辅国将军。九月，給朱豪㙷歲祿八百石，本色全支一年，此后米鈔各半；因朱豪㙷奏请，封朱豪坨为奉國中尉。但朱豪坨为人淫暴，屡次和娼女在家私通，虐使下人乃至捶打至死，辱骂曹妃与朱豪㙷，用巫蛊诅咒，又曾经殴打其母游氏，事发后被判为死罪，天顺七年（1463年）正月被废为庶人守祖坟。
成化五年（1469年）二月，朱豪㙷和隰川王府鎮國將軍朱仕堊、朱仕𡍫、交城王府輔國將軍朱奇洸都请求用儀從二十人换校尉五人，明宪宗命各换三人。

### 封王
朱豪㙷屡次请求承袭父亲袭封辽王前的封爵长阳王，不获准。堂兄辽靖王朱豪墭引用弋阳、永和二王复封的例子为他请求。成化十一年（1475年）二月，宪宗考虑到朱贵烚获罪时朱豪㙷还年幼，命他袭封。因朱贵烚获罪时长阳王印已被没收，宪宗命有司赐给他。十二年（1476年）九月，命駙馬都尉周景、王增、蔡震、安順伯薛珤、南寧伯毛文、清平伯吳璽、廣寧伯劉瓘為正使，中書舍人吳璠、吏部郎中馮遵、戶部郎中劉濟、刑部郎中徐演、禮部員外郎沈熊、兵部員外郎王昭、工部員外郎韓紳為副使，持節冊封朱豪㙷為長陽王，夫人周氏進為長陽王妃。
朱豪㙷妹寧福鄉君的儀賓楊綱向遼靖王借了二百兩銀子，過期不还，被辽靖王怒而杖责，便与乡君图谋上奏揭发遼靖王的不法行为，经调查，大部分是诬告，小部分属实。成化十四年（1478年）十二月，杨纲得贖罪，革去冠帶。夫妇与辽王府因此结怨。湖廣鎮守太監王定等奏寧福鄉君與楊綱擅出府城，想入京奏事，已令人勸阻回府。又因为華陽王朱申鍷与弟弟鎮國將軍朱申䤧因小忿擅自入京，成化十六年（1480年）二月，宪宗戒諭諸王及儀賓不要赴京陳情，敕令各王府以后有事上奏只许派人。
成化十九年（1483年）十一月，寧福鄉君入京奏称兄长已封為長陽王，自己也应该进封县主，但堂侄辽惠王朱恩鑙因怀恨不为轉奏。宪宗下旨追究其擅离本府、辽惠王不转奏及其与长史等官、府卫官、守门官军不阻止乡君出城的罪责，将乡君遣返，命有司处理乡君的请求，礼部认为其应该进封。二十一年（1485年）五月，辽惠王提出当时寧福县主获罪应该连累本府长史和教授一并治罪，获准。寧福县主守寡后，又亲自找巡抚官，请求監利縣空地，回到監利就不回去了。遼惠王上报，同年八月，宪宗下詔称縣主不遵禮法，命朱豪㙷令內使将县主锁在屋内昼夜防守、遼惠王也時常遣人巡視。
正德五年（1510年），朱豪㙷薨。正德九年（1514年），嫡长子朱恩钠袭封。

### 影响
岳阳王府奉祀辅国将军朱均鍠奏请袭封岳阳王。禮部尚書耿裕等称朱豪㙷首开辅国将军进封郡王的例子，祖训并无此例，且朱豪㙷是以子继父，朱均鍠却是请求以侄继伯。弘治三年（1490年）十月，明孝宗驳回朱均鍠请求。

## 评价
- 《弇山堂别集》卷072：容儀恭美，不剛不柔。

## 家庭

### 妻妾
- 王妃周氏

### 子孫
- 嫡長子長陽安靖王朱恩鈉，景泰七年（1456年）五月赐名[22]
- 嫡次子鎮國將軍朱恩鍝，天順三年（1459年）十月赐名[23]，弘治五年（1492年）二月革岁禄三分之二[24]
  - 嫡子輔國將軍朱寵洛，弘治二年（1489年）十月赐名[25]
- 嫡三子朱恩𨫾，天顺八年（1464年）十二月赐名[26]
  - 嫡長子輔國將軍朱寵淂，弘治二年（1489年）十一月赐名[27][28]
    - 第一子朱致㭿[27]

  - 嫡次子輔國將軍朱寵淮，弘治四年（1491年）二月赐名[29]
    - 第一子朱致榿[27]
    - 第二子朱致椂[27]

  - 嫡三子輔國將軍朱寵漯，弘治十四年（1501年）七月赐名
    - 第一子朱致杹[27]

  - 嫡四子輔國將軍朱寵漬，弘治十四年（1501年）七月赐名[30]
  - 嫡五子輔國將軍朱寵滓，弘治十八年（1505年）二月赐名[31]
- 子鎮國將軍朱恩䤶，弘治五年（1492年）二月革岁禄三分之二[24]
- 子鎮國將軍朱恩鏚，正德十三年（1518年）四月在世[32]
  - 嫡長子輔國將軍朱寵渥，弘治五年（1492年）十月赐名[33]
  - 嫡次子輔國將軍朱寵涂，弘治十四年（1501年）七月赐名[30]
  - 嫡三子輔國將軍朱寵漂，弘治十八年（1505年）二月赐名[31]
  - 子輔國將軍朱寵滋[27]
  - 子輔國將軍朱寵瀕[27]